# Teresa Szmigielówna
Teresa Szmigielówna (ur. 9 października 1929 w Kowalówce k. Tarnopola, zm. 24 września 2013 w Konstancinie-Jeziornie) – polska aktorka.

## Życiorys
W 1953 roku ukończyła PWSFTviT w Łodzi. Występowała w teatrach: Teatrze Ziemi Rzeszowskiej w Rzeszowie (1953–1955), Teatrze Dramatycznym w Warszawie (1955–1959), Teatrze im. Osterwy w Lublinie (1959–1960) oraz Teatrze Objazdowym PPIE (1960–1965), Teatrze Klasycznym (1965–1971) i Teatrze Rozmaitości w Warszawie (1971–1987).

## Życie prywatne

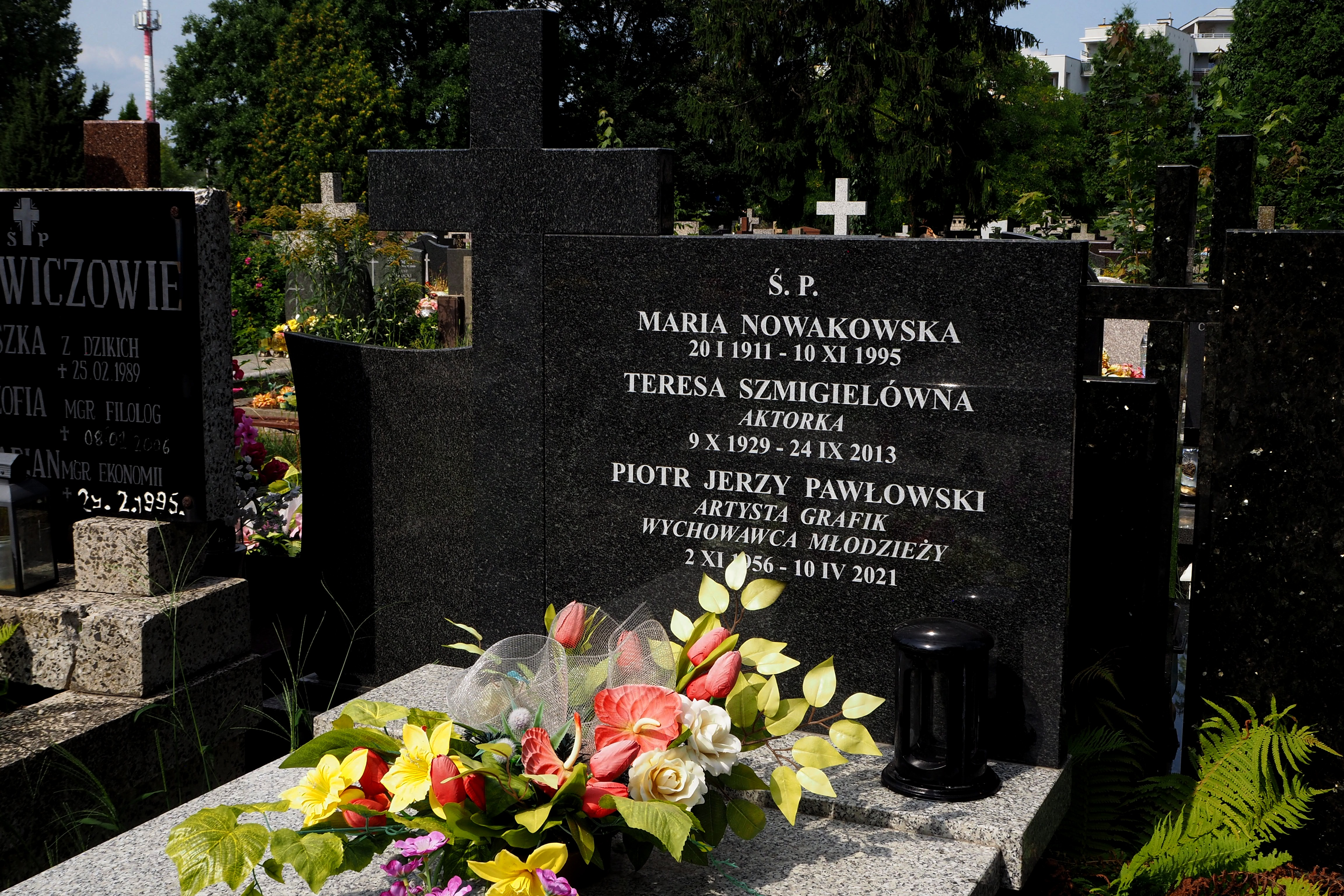
Grób Teresy Szmigielówny i jej syna Piotra Pawłowskiego na cmentarzu Wawrzyszewskim

Była żoną szermierza Jerzego Pawłowskiego, z którym miała syna Piotra, uznanego kajakarza (zm. 10 kwietnia 2021). Jej wnukami są aktorzy Józef i Stefan Pawłowscy.
Ostatnie lata życia spędziła w Domu Artystów Weteranów Scen Polskich w Skolimowie, tam też zmarła w wieku 84 lat. 30 września 2013 po mszy świętej w kościele pw. św. Marii Magdaleny urna z jej prochami spoczęła na cmentarzu Wawrzyszewskim w Warszawie.

## Filmografia
- 1953: Celuloza jako Zocha
- 1953: Trzy opowieści – nowela Cement jako sanitariuszka
- 1954: Kariera jako Irena, żona inżyniera Hulewicza
- 1955: Podhale w ogniu jako Halszka
- 1957: Pętla jako młoda kobieta
- 1958: Eroica jako Katarzyna – zakonnica, nowela Con bravura
- 1959: Pociąg jako żona adwokata
- 1959: Sygnały jako lekarka Małgorzata
- 1960: Niewinni czarodzieje jako pielęgniarka
- 1961: Szczęściarz Antoni jako Julia Grabczyk, żona Antoniego
- 1961: Droga na Zachód jako zawiadowca stacji
- 1963: Cała prawda jako Brenda Polton
- 1965: Jutro Meksyk jako przyjaciółka Jańczaka
- 1965: Trzy kroki po ziemi – nowela Godzina drogi jako pielęgniarka
- 1966: Przedświąteczny wieczór jako technik z centrali telefonicznej
- 1968: Ostatni po Bogu jako żona Hulewicza
- 1968: Molo jako Marta
- 1969: Zbrodniarz, który ukradł zbrodnię jako prokurator oskarżająca Kernera
- 1970: Prawdzie w oczy jako prokurator
- 1971: Podróż za jeden uśmiech jako matka Poldka
- 1973: Droga jako Krawczyńska, matka Joli
- 1973: Stawiam na Tolka Banana jako matka Julka
- 1975: Trzecia granica jako nauczycielka Wanda Hulejowa
- 1975: Jarosław Dąbrowski jako Waleria Piotrowska
- 1976: Zagrożenie jako oskarżona Gertruda Steiner
- 1978: Akwarele jako matka Anki
- 1978: Ślad na ziemi jako Justyna Rybacka, żona Zygmunta
- 1979: Strachy jako matka Teresy
- 1979: Biała gorączka jako Helena Samodurowa
- 1979: Amator jako członkini festiwalowego jury
- 1980: Zamach stanu jako Aleksandra Piłsudska
- 1980: Punkt widzenia jako matka Włodka
- 1980: Młyn Lewina (Levins Muhle) jako pani German
- 1981: On, Ona, Oni jako zdenerwowana
- 1982: Popielec jako Dobrowolska
- 1983: Pobyt (Der Aufenthalt)
- 1983: Na straży swej stać będę jako Madejowa
- 1986: Boczny tor jako kadrowa
- 1986: Słońce w gałęziach
- 1987: Śmieciarz jako Grynbergowa (odc. 1)
- 1988: Penelopy jako matka Beaty
- 1989: Odbicia jako Róża, służąca ciotki Andrzeja
- 1989: Stan strachu
- 1990: Korczak
- 2000: Trędowata jako Stefcia Rudecka w roku 2000
- 2000: Pucuś jako emerytka
- 2000, 2001: Na dobre i na złe jako Maria Sikorska (odc. 52, 53)
- 2001: Przedwiośnie jako ciotka Wiktoria w Nawłoci
- 2002: Przedwiośnie (serial telewizyjny) jako ciotka Wiktoria (odc. 4, 5, 6)
- 2002: Wszyscy święci jako Maria Kalkus-Cios
- 2002: M jak miłość jako pensjonariuszka domu starców
- 2002: Cudzoziemiec (The Foreigner), jako babcia na francuskiej farmie
- 2003: Warszawa jako sąsiadka
- 2003: Powiedz to, Gabi jako pani Zofia, matka biznesmena
- 2003: Na Wspólnej jako Apolonia Stróżyńska
- 2003: Plebania jako Stefa (odc. 343, 344, 345, 346)
- 2003: Męskie-żeńskie jako Wiesia (odc. Wigilia)
- 2004: Rh+ jako staruszka
- 2005: Pensjonat pod Różą jako Maria „Muszka” (odc. 48, 49)
- 2005: Kryminalni jako Kamińska, sąsiadka Bozowskiej (odc. 32)
- 2006: Mrok jako babcia (odc. 3)
- 2006: Kto nigdy nie żył… jako gość matki Jana
- 2006–2007: Kopciuszek jako siostra Barbara
- 2008: Jeszcze nie wieczór jako Marta
- 2009: Miasto z morza (serial telewizyjny) jako Julia, córka Łucki i Krzysztofa (odc. 4)
- 2009: Miasto z morza jako Julia, córka Łucki i Krzysztofa w teraźniejszości
- 2012: Piąta pora roku jako staruszka, matka gospodarza Romana
- 2012: Mój rower jako Jadwiga